# Grind fluvio-maritim
Acesta mai poarta numele si de grind transversal.
Sunt zone de uscat care sunt formate atât din aluviunile aduse de Dunăre, cât și din cordoane de nisip depuse de curenții maritimi.
Cele mai întinse grinduri fluvio-maritime sunt: Grindul Letea (fiind și cel mai înalt punct al Deltei, având apoximativ 12m), Grindul Sărăturile, Grindul Caraorman, etc.